# Miguel Esteban Hesayne
Miguel Esteban Hesayne (26 de dezembro de 1922 - 1 de dezembro de 2019) foi um clérigo argentino e bispo católico romano de Viedma. Ele era conhecido como ativista dos direitos humanos e denunciou o terrorismo de Estado e as violações dos direitos humanos durante a última ditadura militar argentina (1976-1983).
Miguel Hesayne estudou filosofia e teologia no seminário de San José de La Plata e foi ordenado sacerdote em 12 de dezembro de 1948. Trabalhou inicialmente como professor de literatura e latim no seminário de Azul, do qual mais tarde se tornou reitor. Durante o Concílio Vaticano II estudou teologia pastoral em Lille com Yves Congar.
Papa Paulo VI nomeou-o bispo de Viedma em 5 de abril de 1975. O bispo de Azul, Manuel Marengo, consagrou-o a 4 de junho do mesmo ano; Co-consagrantes foram Eduardo Francisco Pironio, Bispo de Mar del Plata, e Miguel Angel Alemán Eslava SDB, Bispo de Río Gallegos. Ele assumiu o cargo em 8 de julho de 1975.
Junto com Enrique Angelelli, Jaime de Nevares e Jorge Novak, Hesayne foi um dos poucos bispos argentinos que se opôs abertamente à ditadura militar e sua prática de fazer desaparecer pessoas politicamente indesejáveis. Em 1985, após o retorno à democracia, ele testemunhou no processo judicial contra a junta militar.
Em 28 de junho de 1995, o Papa João Paulo II aceitou sua renúncia prematura. Na década de 1990, tornou-se um duro crítico das políticas neoliberais dos governos de Carlos Menem e Fernando de la Rúa. Em 1999, ele escreveu uma carta aberta ao presidente Menem depois de chamar o chefe da Caritas da Argentina, Rafael Rey, de mentiroso sobre suas advertências sobre o aumento da pobreza. Na carta, Hesayne escreveu ao presidente: "Com seus enganos políticos, você pode enganar até o Papa, mas não o Senhor da Igreja e da história, Jesus Cristo, para quem só conta o que realmente fizemos pelos pobres".  Menem recebeu um prêmio de João Paulo II em 1993 por sua posição dura contra o aborto.
Em 2000, Hesayne escreveu outra carta aberta ao presidente de la Rúa. Nela, ele expressou sua opinião de que os defensores e defensores das políticas neoliberais que colocam em risco a vida de milhões devem ser excluídos da comunhão: “Afirmamos de todo o coração que quem pratica ou apoia o aborto é ipso facto excluído da Eucaristia, se não se arrepender. Mas é permitido a um cristão que de fato representa a ideologia do neoliberalismo, que coloca milhões de cidadãos em uma situação mortal [...], receber a Ceia do Senhor? Não é esse o 'crime de aborto' cometido contra os 'já nascidos'?"